# Kristin Harila
Kristin Harila (* 1986 Vadsø) je norsko-sámská horolezkyně a bývalá běžkyně na lyžích, která společně s Tenjenem Sherpou v roce 2023 vystoupila na všech čtrnáct osmitisícovek během 3 měsíců a 1 dne. Lézt začala v roce 2015.

## Rekord
V roce 2022 se pokusila překonat rekord ve zdolání všech osmitisícovek v co nejkratším čase. Zdolala jich 12, ale nezískala povolení pro vstup do Číny a nezdolala tak Čo Oju a Šiša Pangmu. V roce 2023 již získala všechna potřebná povolení a byla úspěšná, vrcholy zdolala za tři měsíce. Používala kyslíkové láhve, lana připravená šerpy, helikoptéry pro přesun mezi základními tábory a měla za sebou velký podpůrný tým. V případě Annapurny a Manáslu pak její tým vyslal šerpy helikoptérami i do vyšších táborů, aby pro ni připravili cestu. Celý projekt stál přes 15 mil. norských korun (asi 32 mil. Kč). Jako poslední vystoupila koncem července 2023 na K2. Zde čelila kritice v souvislosti s úmrtím upevňovače lan, který se při této práci nedaleko vrcholu zranil a jako neschopný sestupu po několika hodinách na místě zemřel. Její osmičlenný podpůrný tým při návratu překračoval jeho mrtvé tělo. Následně se hájila tím, že u zraněnému pomáhali členové jejího týmu a vzhledem k podmínkám nebylo možné mu zajistit pomoc.

## Úspěšné výstupy na osmitisícovky

### 2021
- Mount Everest (8848 m n. m.) – 23. května
- Lhoce (8516 m n. m.) – 23. května

### 2022
- Annapurna I (8091 m n. m.) – 28. dubna
- Dhaulágirí I (8167 m n. m.) – 8. května
- Kančendženga (8586 m n. m.) – 14. května
- Mount Everest (8848 m n. m.) – 22. května
- Lhoce (8516 m n. m.) – 22. května
- Makalu (8481 m n. m.) – 27. května
- Nanga Parbat (8126 m n. m.) – 1. července
- K2 (8611 m n. m.) – 22. července
- Broad Peak (8051 m n. m.) – 28. července
- Gašerbrum II (8035 m n. m.) – 8. srpna
- Gašerbrum I (8080 m n. m.) – 11. srpna
- Manáslu (8163 m n. m.) – 22. září

### 2023
- Šiša Pangma (8027 m n. m.) – 26. dubna
- Čo Oju (8188 m n. m.) – 3. května
- Makalu (8481 m n. m.) – 13. května
- Kančendženga (8586 m n. m.) – 18. května
- Mount Everest (8848 m n. m.) – 23. května
- Lhoce (8516 m n. m.) – 23. května
- Dhaulágirí (8167 m n. m.) – 29. května
- Annapurna (8091 m n. m.) – 5. června
- Manáslu (8163 m n. m.) – 10. června
- Nanga Parbat (8126 m n. m.) – 26. června
- Gašerbrum II (8035 m n. m.) – 15. července
- Gašerbrum I (8080 m n. m.) – 18. července
- Broad Peak (8051 m n. m.) – 23. července
- K2 (8611 m n. m.) – 27. července